# "Chizu to Tegami to Koi no Uta" Yori - Haru
"Chizu to Tegami to Koi no Uta" Yori - Haru  é a terceira coletânea de Maaya Sakamoto. Foi lançada em 21 de março de 2007 pela Victor Entertainment e possui onze faixas.

## Produção
O álbum foi lançado no mesmo dia que o mini-álbum 30minutes night flight, ambos comemorando 10 anos de carreira da cantora. O título vem do programa de rádio que ela comandava na época, chamado Chizu to Tegami to Koi no Uta, onde uma "palavra do mês" era escolhida e ouvintes enviavam histórias ao redor desse tema, que era debatido. O programa durou dois anos. O lançamento foi apenas digital, com cada música custando 200 ienes e, o álbum inteiro, 1.600 ienes.
Um livro chamado Chizu To Tegami To Koi No Uta: Sakamoto Maaya Foto & Kashishū, contendo letras e uma coleção de fotos feitas pela artista, foi lançado em 18 de abril de 2007 como acompanhando para este lançamento. A seleção de músicas e fotos foram em volta do tema "primavera" (o "Haru" do título).

## Legado
"Loop" foi o primeiro encerramento do anime Tsubasa Reservoir Chronicle, e seu single chegou à 7ª posição no Oricon Singles Chart.

## Faixas
| N.º            | Título                             | Letras           | Música            | Arranjo           | Duração |  |
| 1.             | "I.D."                             | M. Sakamoto      | Yoko Kanno        | Y. Kanno          | 4:40    |  |
| 2.             | "Uchuu Hikoushi no Uta"            | Hiroshi Ichikura | Y. Kanno          | Y. Kanno          | 3:47    |  |
| 3.             | "Loop" (de Tsubasa Chronicles)     | Haruichi Shindo  | H-wonder          | h-wonder          | 5:23    |  |
| 4.             | "Hashiru"                          | Yuho Iwasato     | Y. Kanno          | Y. Kanno          | 5:24    |  |
| 5.             | "Alkaloid"                         | M. Sakamoto      | Y. Kanno          | Y. Kanno          | 4:10    |  |
| 6.             | "Koucha"                           | M. Sakamoto      | Y. Kanno          | Y. Kanno          | 5:32    |  |
| 7.             | "Wakaba"                           | M. Sakamoto      | Shusui Kosugi     | Ryosuke Nakanishi | 5:22    |  |
| 8.             | "Kimidori"                         | M. Sakamoto      | Y. Kanno          | Y. Kanno          | 5:03    |  |
| 9.             | "park amsterdam (the whole story)" | troy             | Y. Kanno          | Y. Kanno          | 4:01    |  |
| 10.            | "Yuunagi LOOP"                     | M. Sakamoto      | Takeshi Nakatsuka | T. Nakatsuka      | 4:52    |  |
| 11.            | "Okitegami"                        | M. Sakamoto      | Y. Kanno          | Y. Kanno          | 2:37    |  |
| Duração total: | Duração total:                     | Duração total:   | Duração total:    | Duração total:    | 69:12   |  |